# Nogometni Klub Varaždin
Il Nogometni Klub Varaždin era la squadra di calcio di Varaždin, in Croazia. Dopo aver militato nella Prva HNL, la massima divisione del calcio croato nella stagione 2011-2012 ed essere stata retrocessa, non riesce ad iscriversi alla successiva edizione di Druga HNL, ed è così costretta a ripartire dai campionati regionali.
Storicamente nota come Varteks Varaždin per ragioni di sponsor, nel 2010 la nota casa di moda croata Varteks abbandona la società per problemi economici dopo 52 anni di ininterrotta collaborazione ed il club assume il nome attuale.

## Storia
Fondato il 3 giugno 1931 con il nome di NK Slavija, mantenne tale denominazione fino al 1941. Con la nascita dello Stato indipendente di Croazia, le autorità obbligarono il club a fondersi con lo HRŠK Zagorac a formare lo HŠK Zagorac. Nel 1945 venne riorganizzato con il nuovo nome di NK Tekstilac. Il nome Varteks venne aggiunto solo nel 1958, in onore dello sponsor principale, la casa di moda Varteks (parola macedonia di "Varaždin Textile").
I maggiori risultati, a livello sportivo, furono la promozione nella massima serie del campionato del Regno di Jugoslavia nel 1938. Durante la Repubblica Socialista Federale di Jugoslavia, invece, il club raggiunse la finale di Coppa di Jugoslavia del 1961, perdendo però in finale con il Vardar.
Dopo la nascita del campionato di calcio croato, nel 1991, il Varteks Varaždin ha sempre militato nella massima serie.
A livello internazionale, infine, il club croato raggiunse i quarti di finale di Coppa delle Coppe nel 1999, perdendo con il Maiorca.
Sempre nel 1999, la squadra giovanile del club si classificò seconda al Torneo di Viareggio, perdendo l'ultimo atto contro il Milan.
Nel 2012 la squadra, col nome NK Varaždin, si piazza all'ultimo posto in Prva liga e viene sospesa dalla HNS. Nel 2013 la federazione annulla la sospensione e il club viene iscritto in terza divisione. Nel 2015 cambia il nome in VŠNK (Varaždinski športski nogometni klub, Club Sportivo Calcio di Varaždin) e va in bancarotta. Il suo posto viene preso dal neoformato Nogometni klub Varaždin.
Il club ha il record di aver perso tutte le 7 finali di coppa nazionale disputate: la Coppa di Jugoslavia nel 1961 e quelle di Coppa di Croazia nel 1996, 1998, 2002, 2004, 2006 e nel 2011.
Lo Stadio Varteks, noto anche come Stadio Anđelko Herjavec (ex presidente del club deceduto in un incidente stradale), ha una capacità di 10.800 spettatori.

## Palmarès

### Competizioni nazionali
- Hrvatska republička liga: 3

1950, 1973-1974, 1981-1982

### Competizioni giovanili
- Juniorsko prvenstvo Hrvatske u nogometu: 3

1992-1993, 1998-1999, 2007-2008
- Kup Hrvatske u nogometu za juniore: 3

1995-1996, 1997-1998, 2004-2005

### Altri piazzamenti
- 2. Savezna liga:

Terzo posto: 1968-1969 (girone ovest)
- Kup Maršala Tita:

Finalista: 1960-1961
- Campionato croato:

Terzo posto: 1995-1996, 2002-2003, 2005-2006
- Coppa di Croazia:

Finalista: 1995-1996, 1997-1998, 2001-2002, 2003-2004, 2005-2006, 2010-2011
Semifinalista: 1994-1995, 2002-2003, 2004-2005, 2007-2008, 2009-2010